# کتاب هوشع
کتاب هوشع (به عبری: הושע בן בארי) یکی از کتب تنخ می‌باشد. این کتاب اولین کتاب در کتابهای دوازده پیامبر فرعی است.

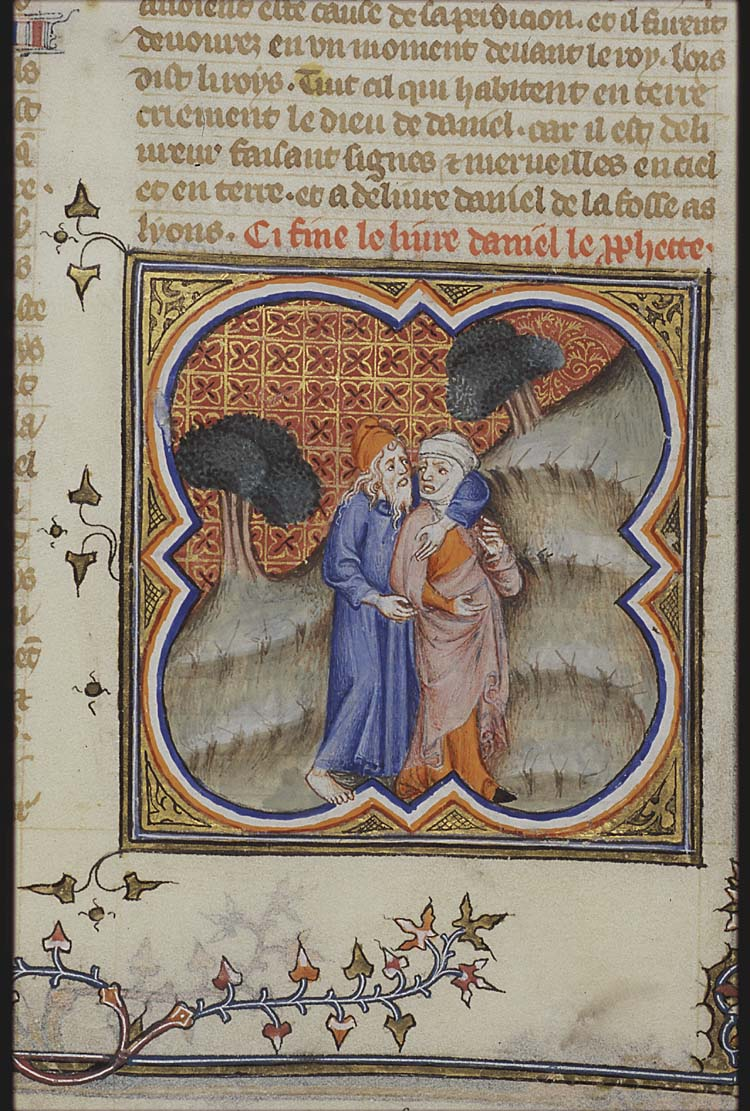
هوشع و گومر - کتاب مقدس سال ۱۳۵۰ میلادی.

## مقدمه
هوشع در زمانی تاریک برای قوم اسرائیل به پیامبری رسید. در این زمان پادشاهی شمالی اسرائیل در حال زوال بود تا نهایتاً در قرن ۸ قبل از میلاد سقوط کرد. مردم اسرائیل آنقدر در گمراهی فرورفته بودند که تحت سلطه یربعام به پرستش بعل خدای کنعانیان روی آورده بودند. در این زمان مردم از قوانین موسی دور شده بودند و دیگر آنها را رعایت نمی‌کردند. گناه در بین مردم اسرائیل زیاد شده بود و علاوه بر پرستش خدایان دیگر، قتل و دزدی و زنا در بین آنان فراوان بود. هوشع وعده می‌دهد که اگر مردم اسرائیل از این گناهان دست نشورند خداوند آنها را نابود کرده و در آشور به اسارت خواهد برد.
در کتاب هوشع نارضایتی خداوند از قوم اسرائیل بیان شده است. به طور کلی وظیفه هوشع بیان کردن: «من خداوند شما بوده‌ام از زمانی که شما را از سرزمین مصر نجات دادم و شما هیچ خدایی غیر از من نمی‌شناسید و غیر از من هیچ یاوری نیست.» از جانب خداوند به قوم اسرائیل بوده است در زمانی که این سخنان به فراموشی سپرده شده بودند.

## خلاصه
خداوند به هوشع دستور می‌دهد که با زنی هرزه ازدواج کند و او اطاعت می‌کند. این زن سمبل رابطه خداوند با اسرائیل است. همانگونه که این زن هرزه بوده است و به مرد خود وفادار نبوده است اسرائیل نیز مانند همسر هرزه خداوند است که به او وفادار نبوده و به خدایان دیگر پرستش می‌کند.
در ادامه کتاب هوشع و همسرش یک پسر دارا می‌شوند. خداوند دستور می‌دهد که نام پسر جزرئیل باشد که نام دره‌ای است که در تاریخ اسرائیل به خصوص در تاریخ پادشاهی شمالی اسرائیل خون زیادی در آن ریخته شده است. نام جزرئیل به معنی خدا اره می‌کند است و اخطاری به پادشاهی شمالی اسرائیل است که نسل آن قطع خواهد شد. سپس هوشع و همسرش صاحب دختری می‌شوند و خداوند دستور می‌دهد نام این دختر لو-رحما باشد که به معنی دوست نداشتنی است. این نامگذاری به معنی این است که خداوند هنوز به پادشاهی یهودا نظر بخشش دارد ولیکن قصد بخشیدن پادشاهی شمالی اسرائیل را نداشته و به زودی آن را نابود خواهد کرد. سپس هوشع دوباره صاحب پسری می‌شود ولیکن معلوم نیست که این پسر واقعاً متعلق به هوشع باشد زیرا خداوند دستور می‌دهد که نام او لو-امی باشد که به معنی این است که از مردم من نیست. نام این پسر شرمساری پادشاهی شمالی اسرائیل است که دیگر از مردم خداوند نیست. خداوند در این قسمت می‌گوید: «من من هستم شما نیستم» و خداوند نام خود را به عنوان قطع رابطه با اسرائیل تغییر می‌دهد.

### فصلها
فصل اول و دوم ازدواج هوشع با گومر زن هرزه را بیان می‌کند که سمبل رابطه خداوند و اسرائیل است. فصل دوم یک طلاق را بیان می‌کند که این طلاق، طلاق خداوند از اسرائیل است. همانگونه که هوشع از گومر به دلیل خیانت طلاق می‌گیرد، خداوند نیز از اسرائیل به دلیل خیانت جدا می‌شود. این فصل با گفتن اینکه خداوند یک روز عهد خود را با پادشاهی شمالی اسرائیل زنده می‌کند و اسرائیل را با محبت قبول می‌کند اتمام میابد. در فصل سوم به دستور خداوند، هوشع دوباره به نزد گومر بازمی‌گردد. گومر خود را به پول فروخته است و هوشع مجبور می‌شود که او را بخرد. او گومر را به منزل خود می‌برد ولیکن تا روزهای زیادی با او رابطه جنسی برقرار نمی‌کند. این مسئله نشاندهنده این است که قوم اسرائیل بدون پادشاه به مدت زیادی خواهد ماند تا زمانی که خدا دوباره او را به پیش خود بازگرداند. فصلهای چهارم تا دهم دلیل رد شدن اسرائیل توسط خداوند را بیان می‌کند. فصل دوازدهم پیامبر برای توبه قوم اسرائیل دعا می‌کند. فصل سیزدهم نابودی اسرائیل به وسیله آشوریان را پیشبینی می‌کند. فصل چهاردهم پیامبر به اسرائیل توصیه می‌کند که به دنبال بخشش خداوند بوده و وعده بازیابی قدرت اسرائیل را می‌دهد و سفارش پایبندی شدید به خداوند می‌کند. پیشبینی کتاب هوشع در سال ۷۲۲ قبل از میلاد به حقیقت می‌پیوندد و پادشاهی شمالی اسرائیل نابود شده و مردم آن به اسارت در سرزمین آشور برده می‌شوند. از این زمان به بعد از سرنوشت آنان چیزی در دست نیست و به ده قبیله گمشده معروفند.

## در مسیحیت
در انجیل متی ۲:۱۳ آیه هوشع ۱۱:۱ مورد اشاره قرار می‌گیرد که خداوند پسر خود را از سرزمین مصر می‌خواند و سرنوشت یوسف، مریم و عیسی کودک با سرنوشت قوم اسرائیل که به مصر رفتند و بازگشتند مقایسه می‌شود.